# ブックリスタ
株式会社ブックリスタは、ソニー、凸版印刷、KDDI、朝日新聞社が共同で設立した電子書籍事業会社。
電子書籍コンテンツの取次、配信プラットフォームの提供、プロモーション企画、オリジナル作品の制作などを行っている。
提携電子書籍ストアは、ソニーの「Reader Store」「コミックROLLY」とKDDIの「ブックパス」。

## 沿革
- 2010年（平成22年）
  - 7月1日 - ソニー、凸版印刷、KDDI、朝日新聞社が共同で電子書籍配信事業準備株式会社を設立[4]。
  - 11月24日 - 電子書籍配信事業準備株式会社が株式会社ブックリスタとして事業会社化。
  - 12月10日 - ソニーの電子書籍配信サービス「Reader Store」サービス・提携開始。
  - 12月25日 - KDDIの電子書籍配信サービス「LISMO Book Store」サービス・提携開始。
- 2011年（平成23年）
  - 8月10日 - 楽天の電子書籍ストア「Raboo」サービス・取次開始。
  - 10月20日 -「紀伊國屋書店BookWebPlus」へ電子書籍配信プラットフォーム提供開始。
- 2012年（平成24年）
  - 7月5日 - 第三者割当増資により紀伊國屋書店が株主に加わったことを発表[5][6]。
  - 12月3日 - KDDIの電子書籍配信サービス「LISMO Book Store」が「ブックパス」にリニューアルし、読み放題プランの作品を提供開始。
  - 12月 - ブックリスタの開発したコンテンツ管理システムと「ブックパス」との接続開始
- 2013年（平成25年）
  - 3月 - KDDIと共同開発したiOS向けブラウザビューアを「ブックパス」にてサービス開始。
  - 3月 - 楽天の電子書籍ストア「Raboo」サービス・取次終了。
  - 4月 - ブックリスタの開発したコンテンツ管理システムと「ブックパス」との接続開始。
- 2014年（平成26年）
  - 2月26日 - エムオン・エンタテインメントと電子出版ブランド「otoCoto（オトコト）」を開始[7]。
  - 4月 -「otoCoto」初の電子情報誌『Reader Store』発売
  - 12月 -「ブックパス」パソコン向けサービス開始、KDDIと共同開発したブラウザビューアを提供開始。
- 2015年（平成27年）
  - 2月 -「otoCoto」沖縄編集部による初の紙本『COFFEE＆BAKERY OKINAWA』発売
  - 3月 - XMDFと.bookのコンテンツをすべてEPUBフォーマットへ変更。
- 2016年（平成28年）
  - 4月1日 - 「Reader Store」と「ブックパス」のビューワーシステムと配信プラットフォームを共通化[8]。
  - 8月1日 - コラム＆レビューの口コミサイト「シミルボン」をサービス開始[9]。
  - 8月3日 - webメディア「otoCoto（オトコト）」をサービス開始[10]。
- 2017年（平成29年）5月31日 - ソニー株式会社から株式会社ソニー・ミュージックエンタテインメントに株主変更[11]。
- 2018年（平成30年）
  - 1月 - 入稿管理システム「BCS（ブックリスタ・コンテンツ・ステーション）」開発・運用開始。
  - 3月20日 - 紀伊國屋書店が保有する株式のすべてをソニー・ミュージックエンタテインメントとKDDIに譲渡[12]。
  - 10月25日 - 電子書籍ブランド及びWebメディア「otoCoto（オトコト）」の商標権を、共同権利者であるエムオン・エンタテインメントとともにアマナに譲渡。
- 2020年（令和2年）2月 - 「ブックパス」が「au Wowma!」に出店、単品販売を開始。
- 2021年（令和3年）
  - 2月 - 第41回日本SF大賞が、ピクシブ株式会社・株式会社ブックリスタ協賛で行われた[13]
  - 5月 - 書籍・カタログ等の電子配信サービス「かんたんビューアー」を商標登録。
  - 9月22日 - 推し活アプリ「Oshibana（オシバナ）」iOS版を正式リリース[14]。
- 2022年（令和4年）2月 - コンテンツ制作スタジオ「booklistaSTUDIO」を設立し、タテ読みコミック6作品を配信開始[15]。
  - 2月 - 第42回日本SF大賞が、ピクシブ株式会社・株式会社ブックリスタ協賛で行われた[16]。
- 2023年（令和5年）
  - 2月 - 第43回日本SF大賞が、ピクシブ株式会社・株式会社ブックリスタ協賛で行われた[17]。
  - 3月 - ショートマンガ創作支援サービス「YOMcoma」β版をリリース[18]。
  - 8月 - ソニー・ミュージックエンタテインメントのマンガアプリ「コミックROLLY」のサービス・提携開始。
- 2024年（令和6年）
  - 2月 - 第44回日本SF大賞がピクシブ株式会社・株式会社ブックリスタ協賛で行われた[19]。
  - 10月 - デジタルクリエイターとクライアントをつなぐポートフォリオEC「ENRAI」のβ版をリリース[20]
- 2025年（令和7年）
  - 2月 - 第45回日本SF大賞がピクシブ株式会社・株式会社ブックリスタ協賛で行われた[21]。